# Luhačovice
Luhačovice é uma cidade localizada na região de Zlín, distrito de Zlín., Morávia, República Checa.